# Batalla de Gamonal (1820)
La Batalla de Gamonal (provincia de Santa Fe, 2 de septiembre de 1820) fue una victoria de las fuerzas de la provincia de Santa Fe, al mando de su gobernador, brigadier Estanislao López, sobre el ejército de la provincia de Buenos Aires, al mando del gobernador Manuel Dorrego. Marcó uno de los puntos más álgidos de la llamada Anarquía del Año XX, pero también el final del enfrentamiento entre los federales de Santa Fe y la provincia de Buenos Aires.

## Antecedentes
Desde 1814 en adelante hubo una larga guerra en las Provincias Unidas del Río de la Plata entre el gobierno central, dominado exclusivamente por los factores de poder en la ciudad de Buenos Aires, y las provincias que deseaban autonomía política y participación en la rentas de la Aduana (antecedentes de un sistema federal). La mayor parte de esta guerra, y la más sangrienta, se dio en el territorio de la provincia de Santa Fe. Esta guerra pareció haberse terminado con la victoria federal de Cepeda, el 1.º de febrero de 1820, y con el Tratado del Pilar, que consagraba la caída del Directorio y la formación de la provincia de Buenos Aires que, al menos en teoría, era igual a las demás.
Pero la anarquía en que quedó sumida Buenos Aires en los meses siguientes hizo que no se cumplieran las condiciones impuestas por los jefes vencedores, Estanislao López y Francisco Ramírez. Por eso López volvió a invadir la provincia de Buenos Aires, venciendo a fines de junio a Miguel Estanislao Soler en la batalla de Cañada de la Cruz. El gobierno pasó entonces al coronel Manuel Dorrego, jefe del partido popular (que más tarde será el partido federal porteño), que logró obligar a las fuerzas de López a retirarse.
Con López iban el exdirector supremo Carlos María de Alvear, un unitario capaz de aliarse con cualquiera con tal de lograr algo de poder, y el general chileno José Miguel Carrera, que también buscaba cualquier alianza para volver a Chile. Estos se convirtieron rápidamente en un estorbo para López, que se separó de ellos; sus fuerzas fueron derrotadas por Dorrego en San Nicolás de los Arroyos el 1.º de agosto, pero ambos generales tuvieron tanta suerte que justo ese día estaban en el campamento de López. De todos modos, este se los sacó de encima.
Dorrego siguió la campaña hacia Santa Fe, y venció a López en un combate en Pavón, el 12 de agosto. Pero López no estaba vencido y, mientras se retiraba lentamente hacia el norte, consiguió llevar a Dorrego a un campo previamente elegido, donde su caballería se vio obligada a pasar la noche. A la mañana siguiente, la mayor parte de sus caballos estaban muertos, ya que el pasto de ese campo era venenoso.

## La batalla
Con nuevos refuerzos, López pasó al ataque, mientras el general Martín Rodríguez y el teniente coronel Juan Manuel de Rosas se volvían a Buenos Aires, abandonando a Dorrego. De todos modos, recibió algunos refuerzos, por lo que decidió dar batalla en su propio campamento, en el lugar llamado Gamonal.
La batalla del 2 de septiembre fue una brillante victoria de López, que puso en acción una fuerza más o menos equivalente a la de Dorrego. Con ellos logró envolver a las tropas porteñas hasta obligarlas a retirarse. La persecución fue terriblemente sangrienta, hasta llevar a López a ordenar suspenderla, impresionado por ver correr tanta sangre en una guerra civil: en total murieron 320 hombres del ejército porteño.

## Consecuencias
La batalla obligó a los porteños a olvidarse de atacar Santa Fe, y pocos meses después, el Tratado de Benegas sellaba a través de la entrega de 25 000 cabezas de ganado vacuno (de las cuales 20 000 aportó el gobierno de Buenos Aires y 5000 Juan Manuel de Rosas) la paz entre Buenos Aires y Santa Fe hasta 1838, año de la muerte de López. Dorrego fue reemplazado como gobernador de la provincia de Buenos Aires, y durante los años siguientes ésta será gobernada por el partido unitario, hasta el regreso del propio Dorrego al poder, en 1827.